# Lilium mackliniae
Lilium mackliniae là một loài thực vật có hoa trong họ Liliaceae. Loài này được Sealy miêu tả khoa học đầu tiên năm 1949.